# IC 2664
IC 2664 — галактика типу *2 (подвійна зірка) у сузір'ї Лев.
Цей об'єкт міститься в оригінальній редакції індексного каталогу.